# 斯科訥戰爭
斯科訥戰爭（又譯斯堪尼亞戰爭）的主要交戰國為丹麥-挪威、勃蘭登堡和瑞典。戰場包括斯科訥、瑞典與挪威邊界的幾個省份，和德意志北部。丹麥和瑞典視後期戰役為斯科訥戰爭的一部份，但德國史學家則視之為另一場「瑞典-勃蘭登堡戰爭」，由布蘭登堡選侯腓特烈·威廉戰勝，腓特烈·威廉因此被尊為「大選侯」。
戰爭因瑞典介入法荷戰爭引發。瑞典與法國結盟，對抗其他歐洲國家；荷蘭因受法國攻打，向丹麥-挪威求援。丹麥-挪威國王克里斯蒂安五世再三考慮後，乘瑞典忙着跟勃蘭登堡交戰之機，在1676年入侵斯科訥。挪威戰線也同時入侵斯科訥（即「吉爾登勒夫戰爭」），使瑞典在德意志陷入苦戰之餘，還兩面受敵。丹麥的目標则是奪回在《羅斯基勒條約》割讓予瑞典的斯科訥。丹麥的初期進攻順利，但19歲的瑞典國王卡爾十一世發動反擊，扭轉了形勢。
這場戰爭沒有明確的戰勝國：瑞典海軍在海上戰敗，陸軍在斯科訥擊敗丹麥陸軍後，又被勃蘭登堡軍擊退。丹麥的盟友荷蘭與瑞典強大的盟友法國議和，瑞典國王卡爾十一世迎娶丹麥國王克里斯蒂安五世之妹烏爾麗克·埃利諾拉後，戰爭也隨之而結束。法國代表瑞典締結和平，簽訂《隆德條約》、《聖日爾曼昂萊條約》和《楓丹白露和約》，瑞典取回在戰爭中失去的領土。

## 背景

### 法兰西-瑞典联盟
17世纪60年代至7年代初，瑞典帝国经历财政危机。为求得补贴，瑞典枢密院趁瑞典國王卡爾十一世未成年时代表他与荷兰共和国、英格兰王国结成了反法三国同盟。1670 年，英格兰查理二世在遗产战争支持法国，三国同盟破裂。:p209
1672年4月，瑞典与法国结盟，法国承诺在和平时期向瑞典提供40万里克斯达勒的补贴，在战争时期将增至60万里克斯达勒，瑞典则需要在不莱梅-费尔登、瑞典维斯马、瑞典波美拉尼亚驻扎一支16,000人的军队。:p209
1674年9月，深陷法荷战争的法王路易十四将补贴提高到90万里克斯达勒，并以此威胁瑞典出兵攻打勃兰登堡侯国，由于瑞典本身的财务问题，摄政大臣们决定与法国缔结同盟，并对勃兰登堡、荷兰宣战。:p210

### 反法兰西-瑞典同盟
推行扩张主义国策的法王路易十四，丹麦-挪威、利奥波德一世皇帝、勃兰登堡侯国、吕讷堡公国、布伦瑞克-沃尔芬比特尔亲王国和黑森-卡塞尔伯国于1672年9月组建了一个防御性的反法同盟。该联盟拥有21,000名步兵和10,500名骑兵，自1673年5月起，在荷兰的补贴下，又拥有12,000名士兵和20艘船只。
1672年，法国军队进攻荷兰，挑起法荷战争。法王路易十四打算通过挑起战端来削弱反法联盟：他支持波兰王国候选人扬三世·索别斯基，支持当时匈牙利贵族的起义，并旨在将勃兰登堡军队拖入与瑞典的战争中。

## 陆上战争

### 德国北部

#### 瑞典-勃兰登堡战争

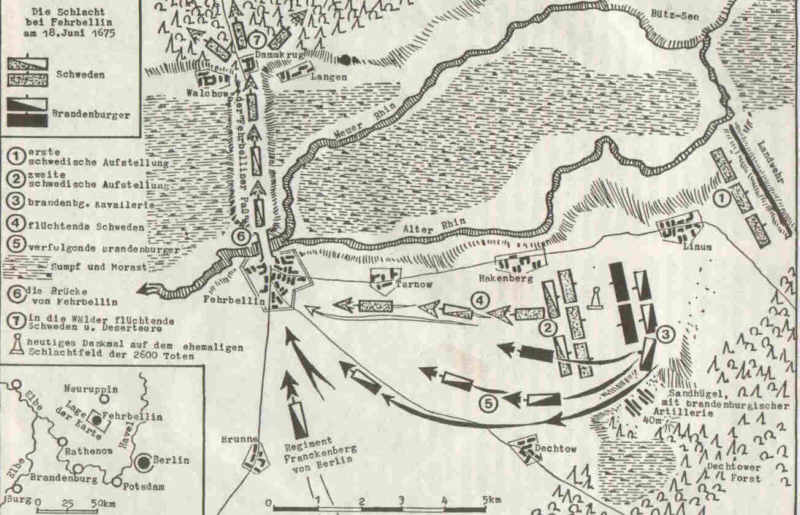
费尔贝林战役：勃兰登堡军队在费尔贝林以北的堤道上向渡河的瑞典军队发起进攻。军事上看是次小失败，但却损害了瑞典的声誉，促使丹麦-挪威参战

1674年12月，瑞典军进攻勃兰登堡。瑞典军队挺近乌克马克，勃兰登堡选帝侯腓特烈·威廉在莱茵河谷收到消息前去对峙，两军在費爾貝林戰役 (1675年)中相遇。费尔贝林战役只是一场小规模冲突，双方实际伤亡人数不到600人，但这场失败是三十年战争以来瑞典军队首次惨败，一路回撤到代明。
1678年11月5日，瑞典在欧洲大陆的最后一块领地格赖夫斯瓦尔德也丢了，与波兰国王约翰三世缔结的防御同盟也因此而失效。

#### 不来梅-费尔登战役
瑞典在北德的第二大驻军是不莱梅-费尔登。出于政治原因，也为了防止瑞典人在此招募雇佣兵，反法同盟决定征服这两个公国。
1675年9月15日，盟军进攻这两个公国，盟军势如破竹，攻占一座又一座要塞。瑞典军队因逃兵人数众多而节节败退，最终在1676年8月13日投降。

### 丹麦-挪威重新征服斯科讷
丹麦-挪威国王克里斯蒂安五世听到费尔贝林战役的消息後，宣布与瑞典敌对，并派兵试图夺回历史上属于丹麦的斯科讷和哈兰省。1676年6月29日攻占赫尔辛堡，一座座城镇落入丹麦-挪威人之手，一个月後瑞典在该地就输得只剩下马尔默了。
在丹麦入侵的同时，挪威军队在边境集结，计划夺回历史上属于挪威的布胡斯省。迫使瑞典人兩面受敵。尽管挪威军队输掉了哈爾姆斯塔德戰役，但还是成功夺回了前挪威的布胡斯省。1677年8月，他们再拿下耶姆特蘭省，所到之处民众竭诚欢迎。

### 隆德战役
1676年12月4日凌晨，卡尔十一世在隆德城附近的洪泛高原上，正面迎战丹麦国王克里斯蒂安五世率领的大军。战斗场面极其血腥，双方共阵亡约8000人，其中约3,000瑞典军战死。
隆德胜战扭转局势，在稍后的蘭斯克魯納戰役中，瑞典军再次获得胜利，丹麦军队士气萎靡。随后在克里斯蒂安斯塔德附近发生了几次小规模冲突後，丹麦国王克里斯蒂安五世决定将部队撤回西兰。

## 海上战争

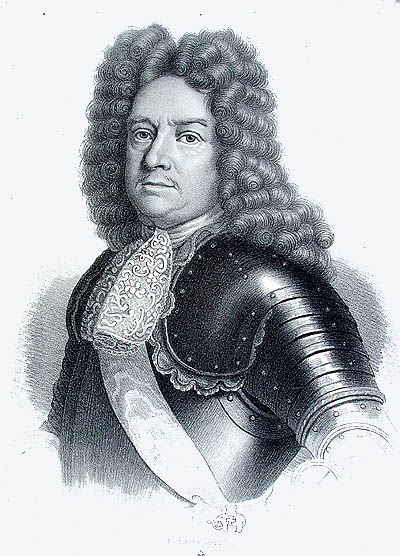
在海战上取得胜利的丹麦海军上将尼尔斯·尤尔

### 厄蘭島海戰
1676年6月的厄蘭島海戰中，丹麦和荷兰舰队大胜瑞典，击沉当时世界上最大战舰Kronan，由此成功控制波罗的海南部地区。

### 默恩島海戰
1677年5月31日，丹麦-挪威舰队在默恩島海戰中再次取得重大胜利，丹麦-挪威舰队几乎完胜，确立了丹麦在战争期间的海上霸权。几艘瑞典船只在试图撤退时被俘虏。:176

### 克厄湾海战
1677年7月，丹麦-挪威舰队在尼尔斯·尤尔的率领下在克厄湾击败瑞典舰队，巩固了海上控制权，阻碍了瑞典在德国北部和瑞典之间调动军队的能力。

## 谈和
1679年8月23日，法国代表瑞典与丹麦-挪威签订枫丹白露条约，达成和解。这份主要由法国决定的和约规定，丹麦-挪威应归还瑞典在战争期间失去的所有领土，版图恢复到哥本哈根条约中制定的版图。丹麦-挪威和瑞典自己签署的隆德条约重申了这一条款。丹麦从瑞典获得了少量战争赔款，并向瑞典归还吕根岛。
同样，勃兰登堡侯国不得不根据圣日耳曼昂莱条约代表法国将其大部分所得，也就是不来梅-维尔登和瑞属波美拉尼亚，归还给瑞典，但奥得河以东的大部分瑞属波美拉尼亚领土除外。